# Ambroise Garin
Pour les articles homonymes, voir Garin.
Ambroise Garin, né le 10 mai 1875 à Arvier, commune italienne francophone de la Vallée d'Aoste, et mort le 31 mars 1969 à Argenteuil, est un cycliste italien, naturalisé français en novembre 1925. Il est le frère de Maurice Garin vainqueur du Tour de France 1903 et de César Garin également cycliste.
Il fait partie des quelques coureurs qui participent spécialement à la 5e étape du premier Tour de France : il termine 5e de l'étape.

## Palmarès
- 1899
  - 3e de Paris-Roubaix
- 1900
  - 2e de Toulouse-Luchon-Toulouse
  - 3e de Bordeaux-Paris
- 1901
  - 2e de Paris-Roubaix
- 1902
  - 3e de Paris-Roubaix
  - 3e de Bordeaux-Paris